# Sisjöns industriområde
Sisjöns industriområde ligger i Askim i södra Göteborg, direkt söder om Söderleden och drygt två kilometer sydost om Frölunda torg samt fyra kilometer sydväst om Mölndals centrum. Området kom till under 1960-talet, och har successivt omvandlats från industri- till handelsområde.

## Historia
Sisjöns industriområde har sitt ursprung kring verksamheter i nordvästra delen av det nuvarande området som gick under namnet Norra Askims industriområde. Vid vägen upp till Västra Frölunda kyrkogård etablerades 1934 fyrverkerifabriken Hanssons Pyrotekniska, som tidigare legat i Norra Guldheden.
Under exploateringen av Askim under tidigt 1970-tal gjordes en omfattande detaljplanering av hela det nuvarande området som avsattes för verksamhetsbyggnader. Infrastrukturen anpassades för en omfattande verksamhet, vägarna förbereddes för kollektivtrafik. Under 1970-talet inlemmades Askims kommun med Göteborgs kommun och utvecklingen samordnades med det närbelägna Högsbo industriområde. Den centrala Billhällsbyggnaden och det närbelägna Gulinshuset uppförde, och blev industriområdets centrum med detaljhandel och bankverksamhet. Områdena vid Sisjön och Högsbo innehöll en blandning av industriföretag, teknikföretag och mer butiksinriktade företag, ofta mot yrkeskunder, plus bilhandlare och en stor mataffär, där några få mer konsumentinriktade butiker fanns. Under början av 2000-talet blev flera stora lokaler lediga och arbetet att omvandla området till en utpräglad köpstad påbörjades. Områdets benämning som industriområde är otidsenligt då handel och kontor numera dominerar området. Det finns få industrier i området, och den enda stora är Forbo Flooring.
Området är ett typiskt område för bilburna kunder. Butikerna och företagen ligger utspridda över hela området med parkering utanför varje byggnad. Bussburna kunder får lätt långa gångavstånd. Västtrafik har busslinjerna 83, 84 och 88 från Frölunda Torg och Marklandsgatan. Restid från Brunnsparken är cirka 30 minuter (inkl bussbyte), med förbindelse minst varje kvart, dock varierande vägar. En av de viktigaste hållplatserna i området heter Hantverksvägen i Västtrafiks söksystem.
Högsbo industriområde är ett grannområde norr om Söderleden, och har varit ett mer utpräglat industriområde än Sisjön. Men under 2006 öppnade Högsbo 421, ett köpcentrum med bland annat butikerna ICA Maxi och Power.

## Butiker
Mellan Sisjövägen, Stora Åvägen och Datavägen finns en stor affärsbyggnad där tidigare matvaruaffären Billhälls låg, huset kallades därför Billhällshuset. 2004 kallade näringsidkarna huset för Sisjö Centrum. På andra sidan Sisjövägen skapade man från SAAB-Anas tidigare bilaffär en samling av affärer som kallades Sisjö Entré. 2005 byggdes en stor byggnad för Coop forum på andra sidan Stora Åvägen från Sisjö Entré.
I hörnet mellan Stora Åvägen och Hantverksvägen har det i decennier legat ett stort hus som hetat Gulinshuset, det gjordes om under 2006 för att rymma flera butiker. Fastighetsägarna för grannfastigheterna Sisjö Centrum, Sisjö Entré, Coop-huset och Gulinshuset samarbetar sedan 2004 för att marknadsföra området som Sisjö Köpstad.
| - Alloptik - Apoteket - Blomsterlandet - BrandWorld - Chilli - Cervera - Coop Forum - Elgiganten - Elkedjan - Grizzly - Inet - Jula - Micro bildelar - Olivedals - Sport shopen | - Power - Rusta - Silvan - SS Bilbehör - Stadium XXL - Systembolaget - Team Sportia - Toys R Us - Willys - Webhallen - XXL Sport & vildmark - Överskottsbolaget och fler |

## Bilder

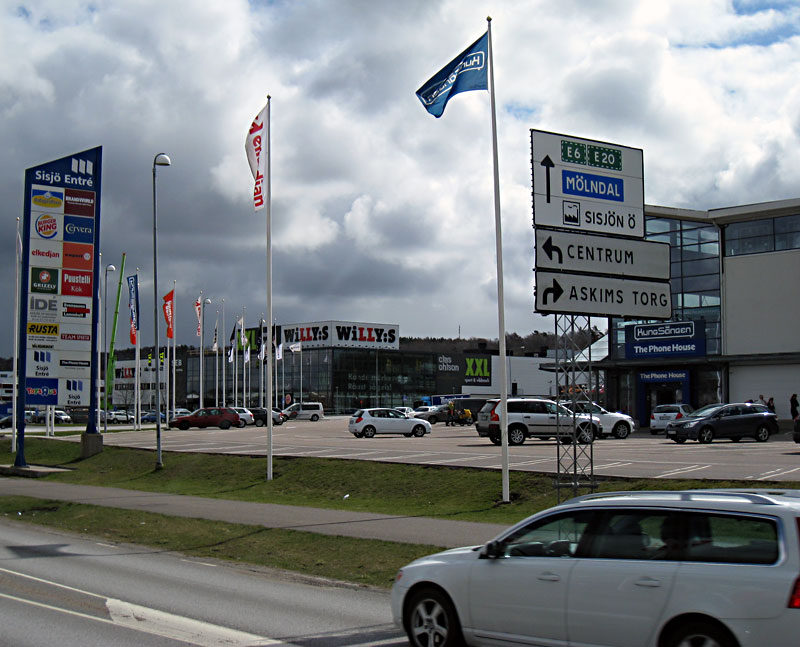
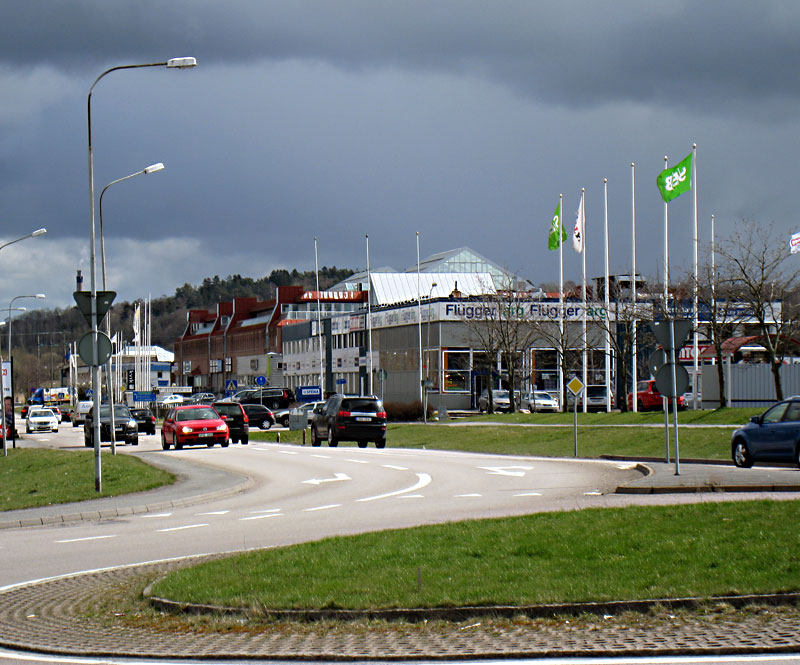
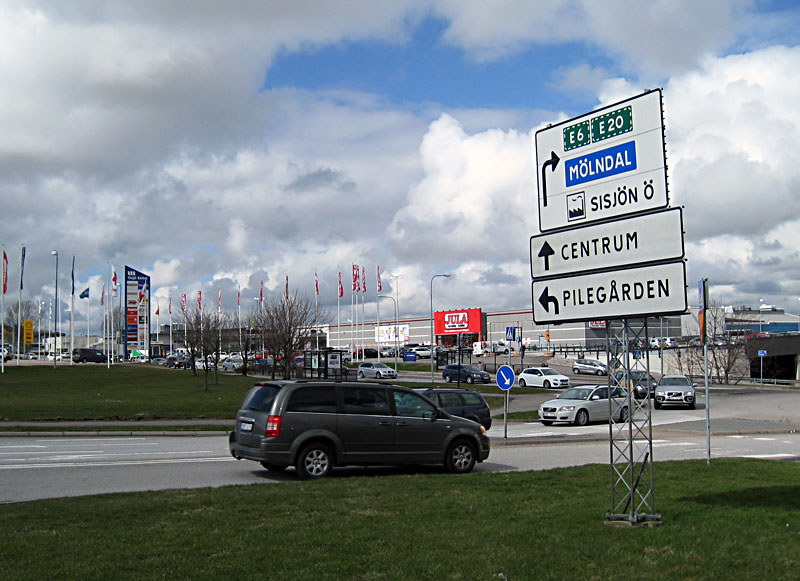